# Joaquim Pompeu de Toledo

Joaquim Pompeu de Toledo

Joaquim Pompeu de Toledo (Capivari, 20 de agosto de 1882 - ?) foi um político brasileiro. Em 1919 elevou Araçatuba a Distrito de Paz após ter sido eleito terceiro subprefeito. Em 1921 conseguiu a criação de Araçatuba sendo o seu primeiro prefeito eleito de 11 de fevereiro de 1922 a 20 de janeiro de 1923. Ainda foi prefeito do município mais duas vezes de 1 de julho de 1926 a 22 de abril de 1927 e 21 de agosto de 1933 a 15 de dezembro de 1933.
Toledo da nome a uma das principais avenidas de Araçatuba. Contribuiu para a chegada de energia e telefonia no município e criou estradas para Birigui e para os bairros rurais Brejinho e Água Limpa. Em 1923, como vice-prefeito, trouxe o primeiro grupo escolar do município.